# 格倫納倫 (阿拉斯加州)
格倫納倫（英語：Glennallen）是位於美國阿拉斯加州瓦爾迪茲-科爾多瓦人口普查區的一個人口普查指定地區。根據2010年美國人口普查，該地共人口483人，而該地的面積約為297.50平方千米。

## 地理
格倫納倫的座標為62°06′35″N 145°33′26″W / 62.10972°N 145.55722°W，而該地的平均海拔高度為437米（即1434英尺）。